# タイコンデロガ砦包囲戦
タイコンデロガ砦包囲戦（タイコンデロガとりでほういせん、英: Siege of Fort Ticonderoga）は、現在のニューヨーク州北部、シャンプレーン湖の南端近く、タイコンデロガ砦で1777年7月2日から6日にかけて行われた戦闘である。ジョン・バーゴイン中将が率いる8,000名のイギリス軍が砦より高い位置にある陣地を占領し、砦の守備隊を包囲する寸前にまで迫った。この動きによって砦を守っていたアーサー・セントクレア将軍の指揮する大陸軍3,000名は砦とその周辺の防御陣地から撤退することになった。幾らかの砲撃が交わされ損失も出たが、形の上の包囲戦も会戦も無かった。7月6日にバーゴイン軍がタイコンデロガ砦とインデペンデンス砦を無抵抗で占領し、その前衛隊は退却する大陸軍を追った。
タイコンデロガ砦は事実上難攻不落と広く信じられており、アメリカの防衛のためには重要な地点だったので、これが抵抗も無く陥ちたことはアメリカの世論と軍事集団のなかに大騒ぎを引き起こした。セントクレア将軍とその上官であるフィリップ・スカイラー将軍は大陸会議に非難された。この2人とも軍法会議では無罪となったが、その軍歴は傷つけられた。スカイラーはこの軍法会議の時までにその指揮権をホレイショ・ゲイツに引き渡しており、セントクレアはアメリカ独立戦争において、以後、野戦指揮官に就くことは無かった。

## 背景
アメリカ独立戦争の初期にあたる1775年9月、大陸軍はカナダ侵攻作戦を開始した。この侵攻は1776年5月にケベックに到着したイギリス軍の大部隊によってタイコンデロガ砦まで追い返され、7月には悲惨な結末で終了していた。1776年10月に起こったバルカー島の戦いでは大陸海軍の小艦隊がシャンプレーン湖で敗北した。しかしイギリス軍はシャンプレーン湖で艦隊を建造するために時間を費やしたために、ガイ・カールトン将軍は1776年中にタイコンデロガ砦を襲う目論見を中断した。その前衛隊は砦まで3マイル (5 km) の所まで迫っていたが、作戦行動を行うには季節的に遅かったことと、冬季に湖岸の兵站線を維持することが難しかったことのために、その軍隊をケベックまで引き返させた。

### イギリス軍

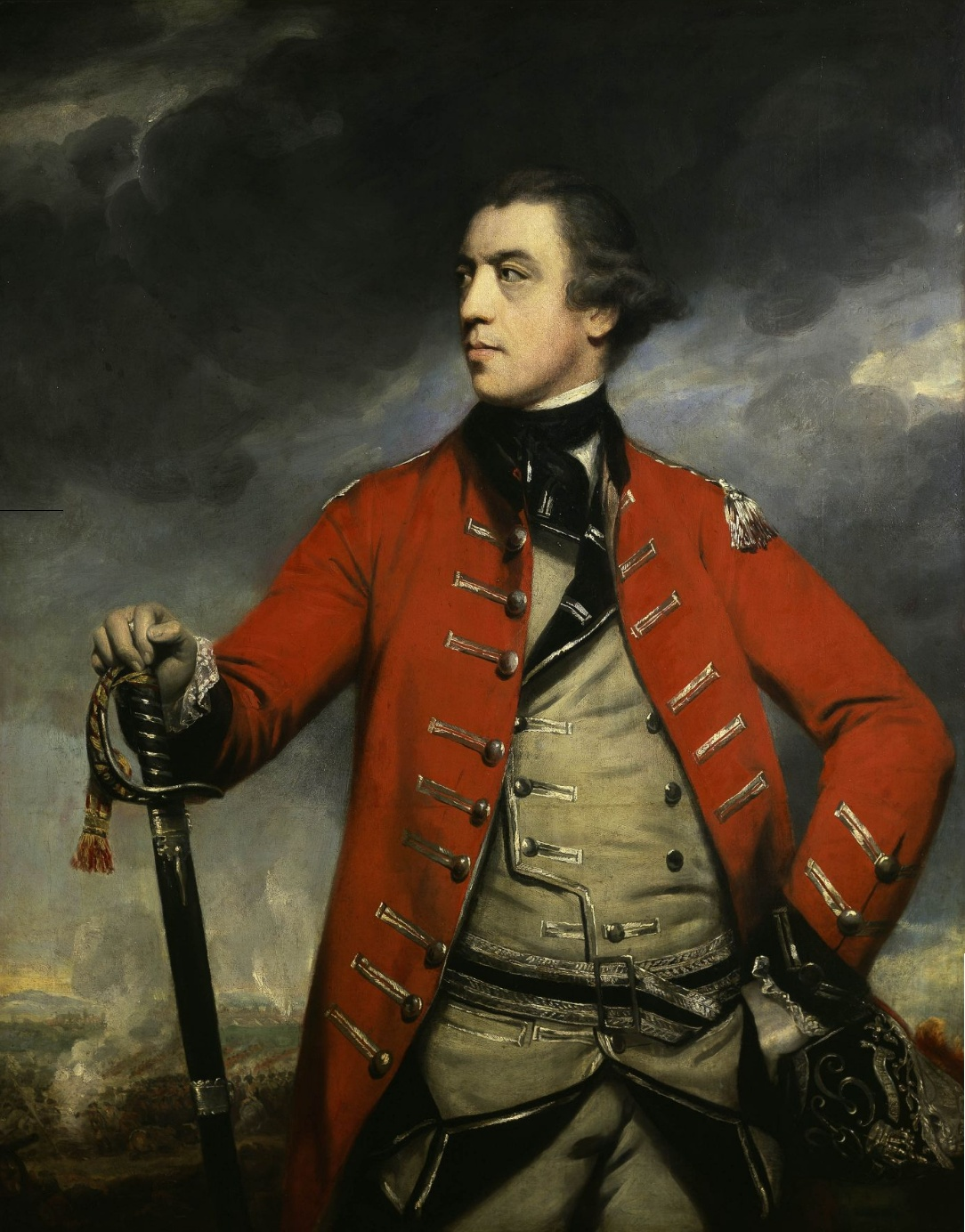
ジョン・バーゴイン将軍、ジョシュア・レノルズ画

ジョン・バーゴイン将軍は1777年5月にケベックに到着し、そこに結集したイギリス軍を率いてタイコンデロガとハドソン川流域の支配権を獲得し、反乱軍の領域を2分することを目指して南に侵攻する準備をした。その軍隊は第9、第20、第21、第24、第47、第53および第62歩兵連隊で構成された。さらにケベックに守備隊として残されていた他の連隊の一部中隊も帯同した。軽歩兵と中隊が前衛隊を形成し、サイモン・フレーザー准将が指揮した。残りの正規兵はウィリアム・フィリップス少将の指揮で軍の右翼を、リーデゼル男爵の指揮するドイツ人傭兵部隊が左翼になった。リーデゼルの部隊はレッツ、リーデゼル、シュペヒト、バーナーおよびヘッセン＝ハナウの連隊で構成され、その他に擲弾兵1個連隊と馬の無い竜騎兵1個連隊があった。これらの部隊の大半は1776年に到着しており、大陸軍をケベックから追い出す作戦に参加していた。
バーゴイン軍の正規兵総数は約7,000名だった。これに加えて約800名のインディアン戦士と比較的少数のカナダ人とロイヤリストがおり、これらは主に斥候と遮蔽偵察に使われた。さらに1,000名以上の文民も帯同しており、その中には妊娠中のリーデゼル男爵夫人とその幼い子供達3人も含まれていた。これら非軍人も含めると、バーゴイン軍の総勢は1万人を超えていた。
バーゴインとカールトン将軍は6月14日にシャンプレーン湖北端に近いサンジャン砦で軍隊を査閲した。6月21日にはこの軍隊を運ぶ艦隊が湖上に揃い、6月30日には南の守備隊が居ないクラウンポイント砦に到着した。インディアンや前衛隊が効果的な遮蔽を行っていたので、タイコンデロガ砦に駐屯する大陸軍守備隊は湖を進んでくる敵軍の正確な位置も勢力も分かっていなかった。バーゴインはその途上で大仰でもったいぶった文体のアメリカ人に宛てた宣言書を書いていたが、その文章でバーゴインは有名になり、かつ批判やパロディー化されることが多い。

### 大陸軍の守備隊

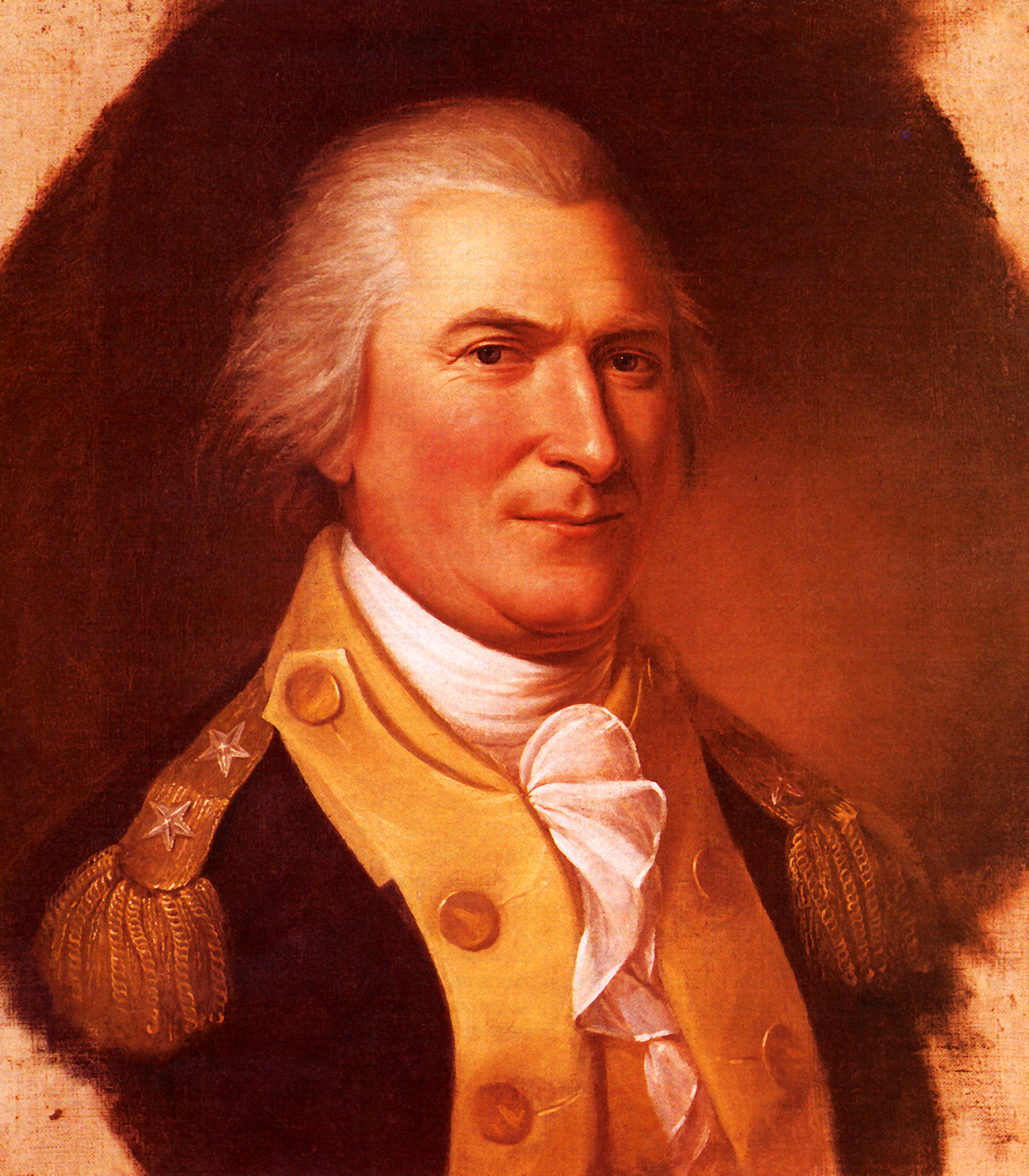
アーサー・セントクレア将軍、チャールズ・ウィルソン・ピール画

大陸軍は1775年5月にタイコンデロガ砦とクラウンポイント砦をそこにいた小さな守備隊から奪って以来占領していた。1776年と1777年、タイコンデロガ砦周辺の防御陣地を強化する努力を続けていた。東のインデペンデンス山にはインデペンデンス砦を構築し、北西のホープ山も防御が施された。タイコンデロガとインデペンデンス両砦の連絡を図るためにラシュート川の河口近くに湖を渡す舟橋が建設された。
タイコンデロガ砦の指揮官は1777年初期に何度か変更された。1777年までフィリップ・スカイラー将軍が大陸軍北部方面軍の指揮を執っており、ホレイショ・ゲイツ将軍がタイコンデロガ砦の指揮官を務めていた。1777年3月、大陸会議は北部方面軍全軍の指揮権をゲイツに与えた。スカイラーがこれに抗議したので大陸会議は5月に命令を取り消し、このときゲイツはスカイラーの下で仕える気が無かったのでフィラデルフィアに戻っていた。砦の指揮はバーゴイン軍が到着する僅か3週間前に砦に来ていたアーサー・セントクレア将軍に渡された。
砦の全体は大陸軍の少勢力の数個連隊とニューヨークなど近在の植民地から来た民兵隊が守っていた。6月20日にセントクレアおよびスカイラー将軍が作戦会議を開き、「砦の現勢力は士卒合わせて有効数で2,500を下回っており、守るには大きく不足していること」、および「撤退の準備をするのが賢明であること」という判断がなされた。その結果2つの経路を通って撤退する作戦が立てられた。最初の経路は水路によって湖の航行可能な南端であるスキーンスボロに向かうものだった。2つ目の経路は陸路東のニューハンプシャー勅許地（現在のバーモント州）ハバードトンへの険しい道を進むものだった。

### シュガーローフ
シュガーローフと呼ばれた高地（現在はデファイアンス山と呼ばれている）がタイコンデロガとインデペンデンス両砦を見下ろす位置にあり、そこに大型の大砲を据えれば両砦は守ることができなくなるものだった。この戦術的難点は、ゲイツが指揮官のときにジョン・トランブルが指摘していた。トランブルとアンソニー・ウェインおよび負傷していたベネディクト・アーノルドがその頂上に登り、砲架を引き上げることは可能だろうとコメントしていたのだが、イギリス軍がその高みに大砲を据えるのは不可能だと信じられていた。
シュガーローフの守りあるいはそれが無いことは、タイコンデロガ砦が「北のジブラルタル」と呼ばれ、死守されなければならないという多くの認識によって複雑にされていた。砦を放棄することも、小部隊でそれを守ることも（陽動行動に反応するには十分だが力攻めには十分でない）政治的には可能な選択肢と見られてはいなかった。砦と関連する外部工作物を守ることがそこに駐屯する全軍の使命であり、シュガーローフを守る部隊はいなかった。さらにジョージ・ワシントンと大陸会議は、ケベックにいることが分かっていたバーゴイン軍が海路ニューヨーク市に向い南から攻撃してくる可能性が強いという見解だった。
6月20日の作戦会議の後、スカイラーはセントクレアに出来る限り砦を死守し、かつ退路を塞がれないようにしておくことと命令していた。スカイラーはオールバニにいた予備隊700名の指揮を執り、ワシントンはハドソン川のさらに下流、ピークスキルで4個連隊に出撃準備して待機するよう命令していた。

## イギリス軍の進軍

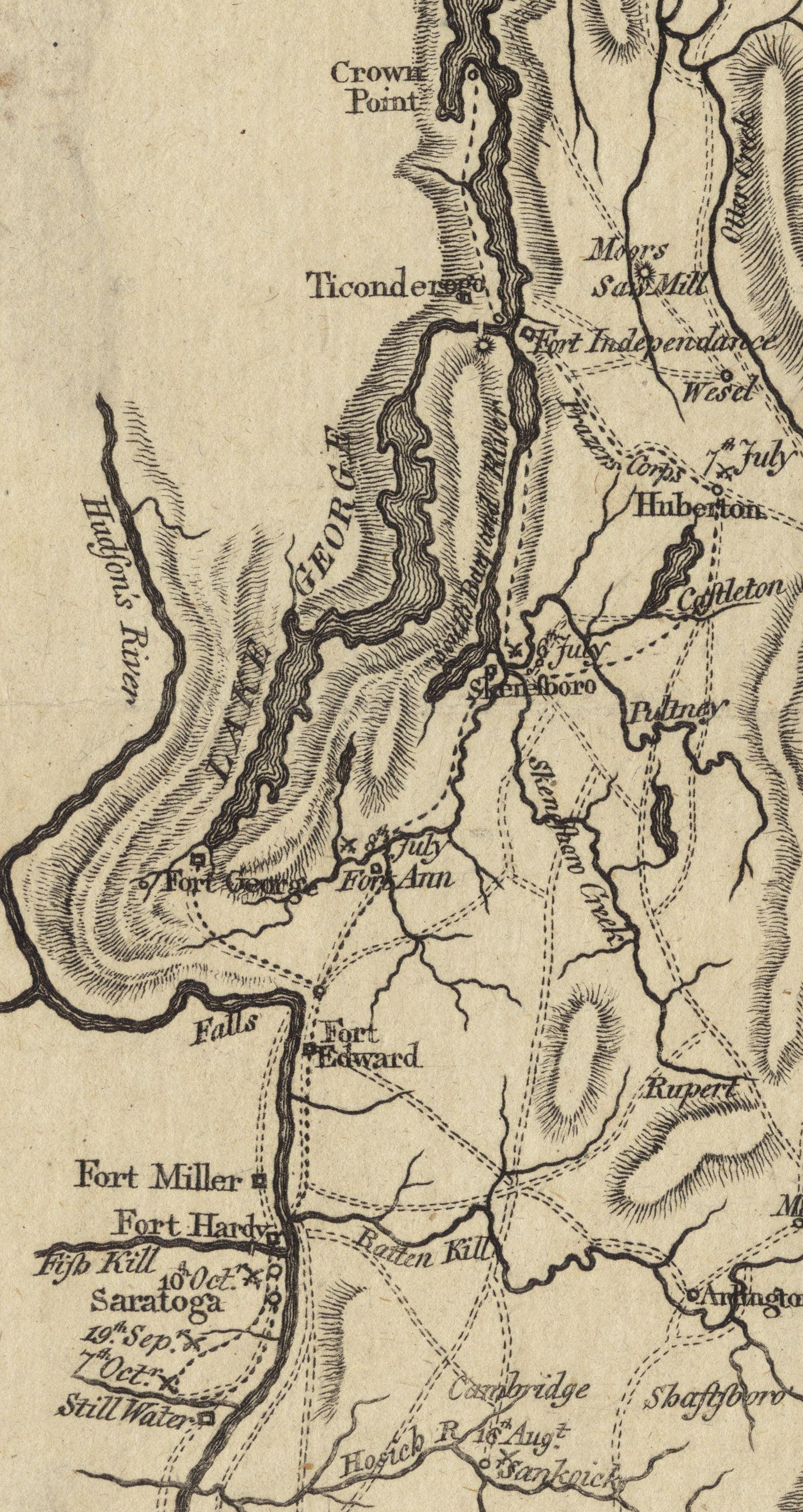
タイコンデロガの地域を示す1780年の地図

7月1日、セントクレア将軍はこの時も4マイル (6.4 km) 向こうで陣を布いたバーゴイン軍の勢力を知らなかった。バーゴインはフレイザーの前衛隊と右翼部隊を湖の西岸に進ませホープ山の守備隊を遮断しようとしていた。リーデゼルとドイツ人傭兵の部隊は湖の東岸を進み、インデペンデンス山とハバードトンへの道路を目指すこととした。バーゴインは7月2日に前進を命じた。
7月2日朝、セントクレアはホープ山の防衛拠点にある守備隊が突出しており、捕獲される怖れがあったので、これを撤退させることにした。そこの分遣隊は工作物に火をつけ、フランス防御線（1758年のカリヨンの戦いでフランス軍守備隊が陣取ったのでこう呼ばれていた）まで後退したが、バーゴイン軍前衛が到着する時点よりそれほど前ではなかった。その日の午後、イギリス兵1個中隊とインディアンがその前線に向かったが、損傷を与えられるほど近づかないままに発砲を始めた。セントクレアはその配下の兵士達に敵が近づくまで発砲しないよう命令していたが、ジェイムズ・ウィルキンソンが先ず1人のイギリス兵に発砲し、訓練の足りない守備兵が一斉にそれに続いた。ウィルキンソンの一撃でそのイギリス兵を倒し、イギリス部隊が逃亡した。倒した兵士を捕まえると無傷であることが分かり、しかも酒を飲んでいたので倒れたことが分かった。セントクレアは捕獲されたロイヤリストの振りをする男とその兵士を置き換える策略を通じて敵軍の性格を知った。
フレイザーの前衛部隊は7月3日にホープ山を占領した。バーゴインは幾らかの斥候とインディアンに湖の東岸に行ってドイツ人部隊の前衛偵察を命じ、ドイツ兵の幾らかを西岸に向かわせるようにした。イギリス軍の宿営地は大陸軍の前線近くにあるものがあったので、大陸軍の銃火の洗礼を受けた。このことがあってもタイコンデロガとジョージ湖の間の陸路に架かる橋をイギリス軍が修繕をすることを妨げなかった。
イギリス軍の工兵がシュガーローフの戦略的位置づけを見出し、ホープ山から大陸軍が撤退したことでそこへ行く道が開けたことを認識した。7月2日から工兵部隊がシュガーローフ頂上を切り開き大砲を据える作業を始めた。その作業は大陸軍兵に気付かれないよう慎重に進められた。彼らは数日を使って大型大砲数門を斜面の上に引き上げた。バーゴインの目標はリーデゼルのドイツ人部隊が大陸軍の退路を塞ぐ配置に就いたときにその罠を弾けさせることだった。

## 大陸軍の撤退
7月4日、大陸軍は前年のアメリカ独立宣言から1周年を祝すために幾らかの乾杯をして静かな祝宴をもった。その夜、インディアンがシュガーローフの上で火を灯したために大陸軍に居場所をしらせたので、急襲の可能性が無くなった。7月5日朝、セントクレアが作戦会議を招集し、撤退の決断が下された。砦の状態は完全に監視されていたので、動きを知られないように出発は夜半まで遅らされた。セントクレアは補給係将校との会話の中で、砦を守ることで「自分の性格は守るが軍隊を失う」か、撤退することで「軍を救うが自分の性格を失う」ことになると言って、その決断に対して予測される政治的反応にはっきりとした示唆を与えていた。
積み込むことのできるあらゆる武器に加えて、負傷兵、宿営地に付き従った者達、および物資が200隻以上の船からなる艦隊に積まれ、スキーンスボロに向けて湖上を動き始めた。これにはピアース・ロング大佐の連隊が付き従った。船の数が足りなかったので、4人の負傷兵が後に残され、また大型の大砲と、テントから牛まであらゆる種類の物資も残された。軍隊の残りはインデペンデンス山に渡り、ハバードトン道路を下った。リーデゼルの部隊はまだ到着していなかった。一握りの兵士が舟橋の所に残り、イギリス軍が近づけばその上の大砲を発砲することになっていたが、翌朝実際にイギリス軍が到着した時にその兵士達は酒で酔っ払っていた。
イギリス軍は1発の銃弾も放つことなく砦を占領し、フレイザーとリーデゼルの部隊から分遣隊が出て、ハバードトン道路を撤退する大陸軍の追跡に出発した。一方バーゴインは部隊の幾らかを急ぎ湖を渡ってスキーンスボロに向かわせた。

## 戦いの後
大陸軍が撤退する前の小競り合いで少なくとも大陸軍兵7名が戦死し、11名が負傷した。イギリス軍の損失は集計されていないが、小競り合いで少なくとも5名が戦死していた。
大陸軍はハバードトン道路をうまく進んだ。部隊の大半は7月6日の夜に30マイル (50 km) の行程にあるキャッスルトンに到着した。7月7日にイギリス軍追跡部隊が大陸軍後衛に追いついてハバードトンの戦いがおこったが、このことで大陸軍主力の逃亡を可能にし、最後はエドワード砦でスカイラーの部隊と合流できた。船でスキーンスボロに逃げた大陸軍の小部隊はバーゴイン軍前衛とアン砦の戦いを行ったが、スキーンスボロの小競り合いで装備や多くの病人および負傷兵を放棄するしかなかった。
タイコンデロガ砦の対戦はバーゴイン軍の進行速度を実質的に遅らせることができなかったが、バーゴインはタイコンデロガ地域の守りのために900名以上を残し、スキーンスボロでは散らばっていた部隊が再集合するのを待つために7月11日まで留まった。その後、スキーンスボロとエドワード砦の間では材木で埋まった道路を進むために遅らせられた。これはスカイラー軍が樹木を切り倒して道に転がし、湿地では橋を破壊していったためだった。バーゴインのこの作戦は最終的に失敗し、サラトガの戦い後に降伏を強いられた。ゲイツ将軍は11月20日にジョージ・クリントン知事に当てた報告書で、タイコンデロガとインデペンデンスの砦は退却するイギリス兵によって放棄され焼かれたと告げていた。

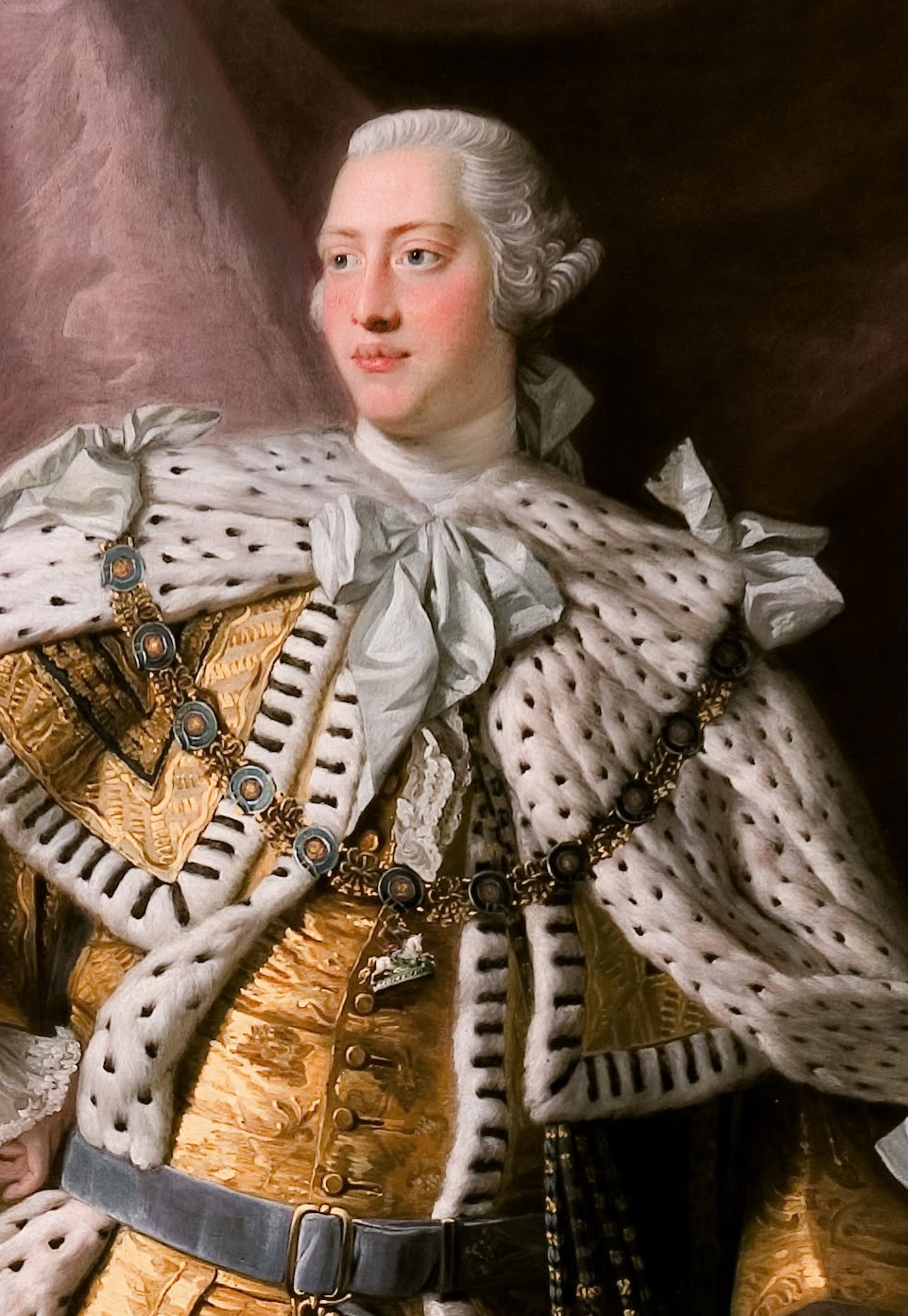
イギリス王ジョージ3世、アラン・ラムゼー画

## 政界と大衆の非難
タイコンデロガ砦からの撤退後に政界と大衆の非難が凄まじかった。大陸会議は衝撃を受けて、スカイラーとセントクレアの責任を問うて批判した。ジョン・アダムズは「我々は1人の将軍を射撃するまで基地を守ることはできないと思う」と記し、ジョージ・ワシントンはそれが「悔しさと驚きの出来事であり、私の理性の範囲内では理解できない」と語った。セントクレアとスカイラーは退却と引き換えに賄賂を受け取った裏切り者という噂まで広まった。
スカイラーは最終的に北方方面軍の指揮官を外され、ゲイツ将軍に挿げ替えられた。タイコンデロガ砦の陥落がその理由に挙げられた。セントクレアは指揮官を外され、審問のために作戦本部に送られた。セントクレアはその行動が名誉あるものであると主張し、軍法会議での査問を要求した。その軍法会議はワシントンに対する政治的陰謀が露見したために1778年9月まで開かれなかった。セントクレアは完全に無罪が証明されたが、その後は野戦指揮官の任務を与えられなかった。スカイラーも軍法会議で如何なる悪事も証明されなかった。
このタイコンデロガ陥落の報せはヨーロッパの新聞のヘッドラインを飾った。イギリス国王ジョージ3世は薄着の女王の部屋に飛び込み、「私はやつらを叩いた！私は全てのアメリカ人を叩いたのだ」と叫んだと伝えられている。フランスとスペインの宮廷は、アメリカ人を支持し、彼らにその港を使うことを認め、貿易も行っていたので、その報せに不満だった。この結果はイギリスを大胆にさせ、フランスとスペインにアメリカに対する港を閉じるよう要求させた。この要求は拒否され、ヨーロッパ列強の間の緊張を高まらせた。

## 関連図書
- Furneaux, Rupert (1971). The Battle of Saratoga. New York: Stein and Day. ISBN 9780812813050. OCLC 134959